# Massentanzszene
Eine Massentanzszene ist eine Szene in einem Bühnenwerk oder einem Film, in der sehr viele Menschen gleichzeitig eine gemeinsame Choreografie tanzen. 

## Vorkommen
Massentanzszenen finden sich seit jeher im Ballett, seltener sind sie auch in der Oper anzutreffen. Fast jedes Musical enthält mindestens eine Massentanzszene, ebenso Verfilmungen von Musicals und Filme, die stilistisch dem Musical nachempfunden sind. Beispiele für weltberühmte Massentanzszenen sind:
- Die „Eisenbahnrennen“ des Musicals Starlight Express von Andrew Lloyd Webber, die auf Rollschuhen getanzt werden (1984).
- Die gemeinsamen Tanzszenen der Stepptanz-Show Lord of the Dance von Michael Flatley (1996).
- Die Schlusstanzszene der Hollywood Musical-Verfilmung A Chorus Line von Richard Attenborough (1985).
- Die Tanzszene auf dem Dach eines Zuges im Bollywood Film Dil Se von Mani Ratnam (1998).
- Die Tanzszenen im Musikvideo des Liedes Beat it von Michael Jackson.